# Accord de libre-échange entre la Corée du Sud et l'Australie

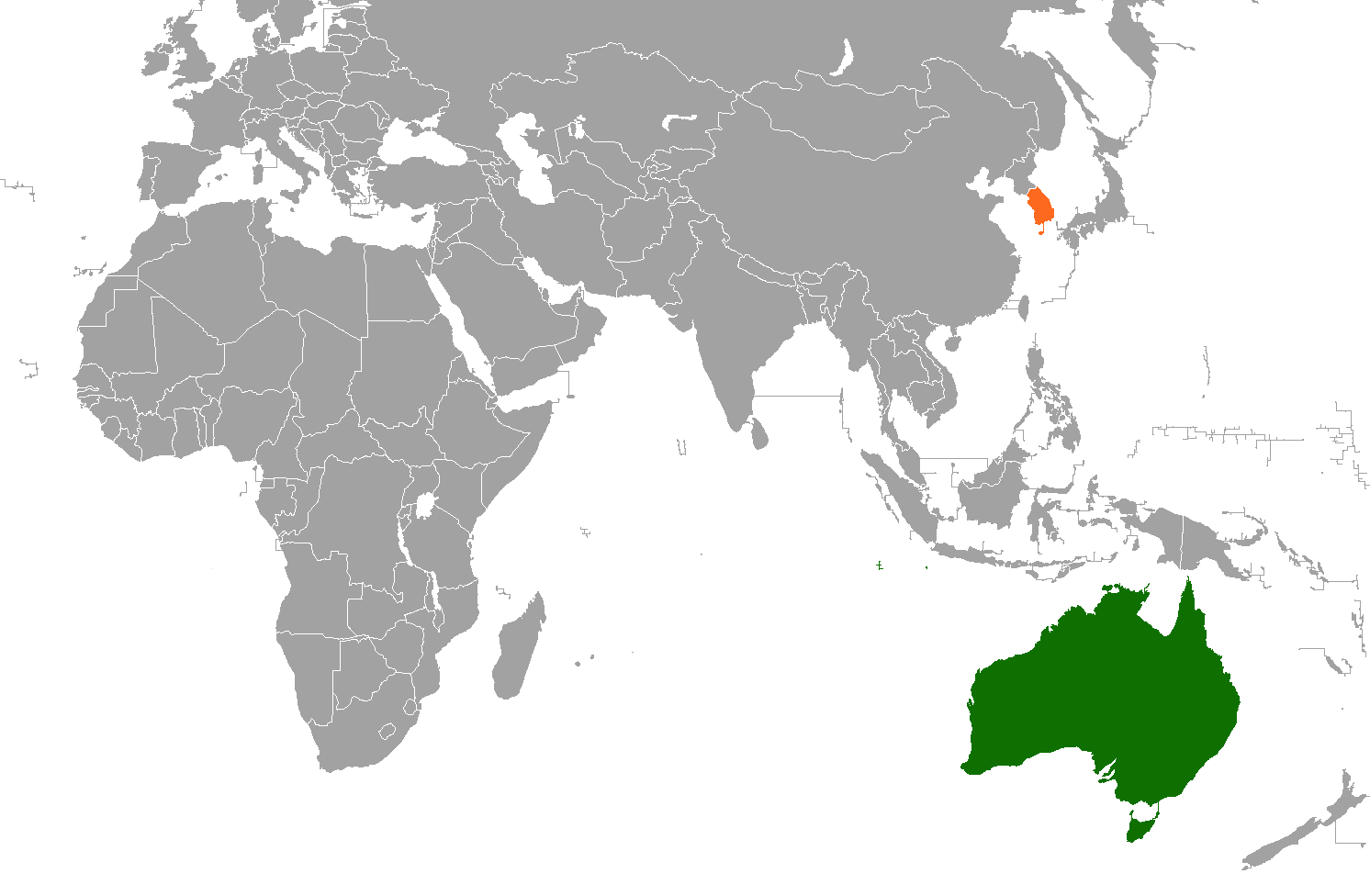
La Corée du Sud (en orange) et l'Australie (en vert).

L'accord de libre-échange entre la Corée du Sud et l'Australie est un accord de libre-échange entré en application le 12 décembre 2014. L'accord devrait supprimer à terme la quasi-totalité des droits de douane entre les deux pays,.
Le premier cycle de négociation a eu lieu en mai 2009. Les négociations pour créer cet accord se sont terminées à la fin de l'année 2013. Le texte est signé le 8 avril 2014.